# Wilmar Paredes Zapata
Wilmar Paredes Zapata   (Santa Elena, 27 d'abril de 1996) és un ciclista colombià, professional des del 2016. Actualment corre a l'equip Manzana Postobón Team. Combina la carretera amb el ciclisme en pista.

## Palmarès en carretera
- 2014
  - Campió Panamericà júnior en ruta
- 2015
  - Vencedor d'una etapa a la Volta a Colòmbia sub-23
- 2017
  - Vencedor d'una etapa a la Volta a Colòmbia
- 2023
  - Vencedor d'una etapa al Tour de Panamà
- 2024
  - 1r a la Jamaica International Cycling Classic i vencedor d'una etapa
  - Vencedor d'una etapa a la Clásica de Rionegro
  - Vencedor d'una etapa a la Volta al Tolima
  - Vencedor de 2 etapes al Tour de Gila
  - Vencedor d'una etapa a la Volta Bantrab
- 2025
  - Vencedor d'una etapa a la Volta Bantrab
  - Vencedor de dues etaps a la Volta a Colòmbia

## Palmarès en pista
- 2016
  - 1r als Campionats Panamericans en Persecució per equips